# Бакол
Бакол (на сомалийски: Bakool) е административен регион в централна Сомалия. Столица е град Худур. Граничи с Етиопия, Гедо. Населението му е 367 226 жители (по приблизителна оценка от януари 2014 г.).
Бакол се състои от следните райони:
- Худур
- Тийеглоу
- Уаджид
- Келбарде
- Йед

## Клановете в района
- Сийед
- Сагал
- Гаре
- Дарод
- Дир и др.